# Zidna sleznica
Zidna sleznica (lat. Asplenium ruta-muraria L.) je vrsta paprati iz roda Asplenium L.

## Opis
Rizom je kratak, razgranat, često puzeći, pokriven crno-mrkim, veoma uskim, zašiljenim ljuspama. Listovi su tamno sivozeleni, skoro kožasti, dvostruko do trostruko perasto deljeni, trouglasti, trouglasto jajasti do jajasto lancetasti, dugi do 20 cm, skupljeni u gust pramen i prezimljuju. Peteljka je zelena sa ljuspastim dlačicama. Na listićima poslednjeg reda se nalazi po 1—3 sorusa. Spore su relativno velike, okruglaste, sa bradavicama. Sporangije se mogu videti od aprila do novembra. Kada su potpuno zrele, pokrivaju cele listiće poslednjeg reda.

## Stanište i rasprostranjenje
Zidna sleznica naseljava pukotine karbonatnih i ultramafitskih stena, kao i zidove, od nizijskog do subalpijskog vegetacijskog pojasa. Zabeležena je u četinarskim, lišćarskim i mešovitim četinarsko-lišćarskim šumama.
Rasprostranjena je u Evropi, severnoj Africi, Aziji i Severnoj Americi.

## Varijabilnost vrste
Podvrste A. ruta-muraria se, osim morfološki, razlikuju i u broju hromozoma. Podvrsta A. ruta-muraria subsp. dolomiticum Lovis & Reichstein je diploid, sa 72 hromozoma, a tipična podvrsta A. ruta-muraria subsp. ruta-muraria je tetraploid, sa 144 hromozoma.
- [1][2]

## Literatura
- T. G. Tutin; N. A. Burges; J. R. Edmondson; A. O. Chater; V. H. Heywood; D. M. Moore; J. R. Akeroyd; D. H. Valentine; R. R. Mill; S. M. Walters; M. E. Newton; D. A. Webb (1993). Flora Europaea: Psilotaceae to Platanaceae. Cambridge University Press. ISBN 978-0-521-41007-6.
- Josifović, M. (1970). Flora SR Srbije. Beograd: Srpska akademija nauka i umetnosti.
- Kartesz, John T. (2014). „Asplenium”. Biota of North America Program.
- Wagner, Warren H., Jr.; Moran, Robbin C.; Werth, Charles R. (1993). „Asplenium ruta-muraria”.  Ур.: Flora of North America Editorial Committee. Flora of North America North of Mexico. 2: Pteridophytes and Gymnosperms. New York and Oxford: Oxford University Press. Приступљено 21. 03. 2016.

## Spoljašnje veze
- The Euro+Med PlantBase - the information resource for Euro-Mediterranean plant diversity
- Tropicos